# Eugenia Lockhart
Eugenia Lockhart, född 1908, född 1986, var en bahamansk feminist. Hon var sekreterare i Women’s Suffrage Movement (WSM) och deltagare i kampanjen för införandet av kvinnlig rösträtt på Bahamas. Hon var även sekreterare i Women’s Branch of the Progressive Liberal Party (PLP). 
Hon var dotter till Horace and Helen Wilson i Duncan Town, Ragged Island, och gifte sig med kapten Edward Lockhart. Hon var verksam som lärare vid All-Age School i Duncan Town.
Hon nämns vid sidan av Mary Ingraham, Georgiana Symonette, Mabel Walker och Doris Johnson som en av rösträttskampanjens främsta figurer. Hon och Doris Johnson åtföljde H. M.Taylor till London 1960 för att lägga fram reformen för den brittiska Secretary of State to the Colonies. Reformen röstades slutligen igenom 1961. 
Lockhart mottog Order of the British Empire och utnämndes till Stalwart Councilor of the PLP.